# 涅維揚斯克
59°27′N 60°12′E / 59.450°N 60.200°E
涅維揚斯克（俄语：Невья́нск）是俄羅斯斯維爾德洛夫斯克州北部的一個城市，位於州府葉卡捷琳堡以北97公里、涅伊瓦河畔。2002年人口26,644人。
1700年建立。1919年建市。